# Elvida
Personnages
- Elvida, noble jeune fille castillane (soprano)
- Amur, chef d'une tribu de Maures (baryton)
- Zeidar, son fils (contralto)
- Alfonso, prince castillan (ténor)
- Ramiro, officier d'Alfonso (ténor)
- Zulma, esclave d'Amur (mezzo-soprano)
- Chœur d'Espagnols. Chœur de Maures des deux sexes. Soldats de la suite d'Alfonso. Soldats de la suite d'Amur. Musique militaire espagnole.

Airs
- « A che mi vuoi ? che brami ? » (Elvida) – Scène 3
- « Altra nube al sole intorno » (Alfonso) – Scène 7
- « Il cielo in pria sdegnato » (Elvida, Alfonso) – Scène finale

Elvida est un opera seria (melodramma) en un acte, musique de Gaetano Donizetti, livret de Giovanni Schmidt, représenté pour la première fois le 6 juillet 1826 au Teatro San Carlo de Naples.

## Histoire
En février 1826, Donizetti reçut du Teatro San Carlo de Naples la commande en pièce d'occasion d'un opéra destiné à être représenté au mois de juillet suivant pour l'anniversaire de la reine Marie-Isabelle, femme du roi François Ier des Deux-Siciles. S'agissant d'une représentation officielle, il était d'usage de donner un ballet en cinq actes et un opéra, qui ne comportait couramment qu'un seul acte. Le compositeur travailla à cette commande tout en s'occupant de la reprise napolitaine de plusieurs de ses ouvrages antérieurs. Le 15 juin, il écrivait à son ancien professeur Simon Mayr : « Lundi nous commencerons les répétitions d’Elvida en un acte. Ce n'est rien de très notable, à vrai dire, mais si j'ai du succès avec la cavatine de Rubini et le quatuor, cela me suffira. Il va sans dire que les soirs de gala, personne ne fait vraiment attention. »
Le livret de Giovanni Schmidt situe l'action à Grenade sous la domination musulmane, cadre popularisé par la pièce de Florian Gonzalve de Cordoue, ou Grenade reconquise (1793) et qui avait déjà servi de cadre à plusieurs opéras de Donizetti dont Alahor in Granata la même année 1826, mais qui visait probablement à rendre hommage à la reine née Marie-Isabelle d'Espagne ainsi qu'à la dynastie régnant sur les Deux-Siciles, issue des Bourbons d'Espagne.
La première bénéficia d'une distribution extrêmement brillante, réunissant Henriette Méric-Lalande, Giovanni Battista Rubini et Luigi Lablache, et d'un déploiement de moyens scéniques allant jusqu'à la présence de catapultes praticables sur scène. L'opéra fut bien accueilli : « Le 6 juillet, écrit Donizetti à son père le 21 juillet, j'ai donné l'opéra en un acte Elvida au San Carlo et j'ai été applaudi par le roi et la reine, et le deuxième soir, j'ai été appelé sur scène avec Rubini, la Lalande et tous les autres. » Dans une lettre du même jour, il écrit à un autre correspondant : « Mes tourments sont enfin terminés, et je suis parvenu à éviter d'être sifflé à trois occasions successives. En réalité je dirais même que je m'en suis sorti avec les honneurs, particulièrement avec L'ajo et Elvida. » Les critiques furent toutefois mitigées et l'opéra n'eut que quatre représentations, et il ne semble pas qu'il ait jamais été repris, ni à Naples, ni ailleurs.
L'association britannique Opera Rara en a produit un enregistrement en 2004.

## Distribution
| Rôle | Type de voix  | Interprètes lors de la première le 6 juillet 1826 |
| --- | ------------- | ------------------------------------------------- |
| Elvida, nobile donzella castigliana Elvida, noble jeune fille castillane | soprano       | Henriette Méric-Lalande                           |
| Amur, capo d'una tribù di Mori Amur, chef d'une tribu de Maures | baryton       | Luigi Lablache                                    |
| Zeidar, suo figlio Zeidar, son fils | contralto     | Brigida Lorenzani                                 |
| Alfonso, principe castigliano Alfonso, prince castillan | ténor         | Giovanni Battista Rubini                          |
| Ramiro, ufficiale d'Alfonso Ramiro, officier d'Alfonso | ténor         | Gaetano Chizzola                                  |
| Zulma, schiava d'Amur Zulma, esclave d'Amur | mezzo-soprano | Almerinda Manzocchi                               |
| Coro di Spagnuoli. Mori d'ambo i sessi. Guerreri del seguito d'Alfonso i d'Amur. Banda militare spagnuola. Chœur d'Espagnols. Chœur de Maures des deux sexes. Soldats de la suite d'Alfonso. Soldats de la suite d'Amur. Musique militaire espagnole. |               |                                                   |

## Argument
L'action se déroule dans une place forte du royaume de Grenade en Espagne.

Durée : environ 1 h 05.
Elvida, jeune castillane de noble extraction, est retenue prisonnière depuis deux mois par Amur, chef d'une tribu Maure. Son fiancé Alonso marche sur la ville à la tête de soldats espagnols pour la libérer.

### Premier tableau
Salle de la maison d'Amur.

Durée : environ 26 min
- Scène 1 : Le chœur des Maures commente avec désespoir l'avance irrésistible des troupes espagnoles.
- Scène 2 : Zeidar, fils d'Amur, est épris d'Elvida, ce qui provoque l'irritation de son père qui, exaspéré par sa morgue, la ferait volontiers exécuter. Zeidar suggère d'abandonner la prisonnière aux Espagnols pour sauver la ville, qui est la dernière place musulmane dans la région, tout en affirmant que lui-même en mourra de chagrin.
- Scène 3 : Amur tente une dernière fois de convaincre Elvida d'épouser son fils mais la jeune fille rejette avec mépris cette proposition et rappelle à Amur qu'il a tué son père et que la mort de celui-ci n'a toujours pas été vengée.
- Scène 4 : Amur sort pour encourager au combat les soldats arabes qui défendent la ville.
- Scène 5 :  Zeidar cherche à susciter la compassion d'Elvida mais elle demeure inflexible et les gardes l'emmènent pour la jeter dans un cachot.
- Scène 6 : Amur revient précipitamment. Il est convaincu que la ville n'est pas en état de résister à l'assaut des Espagnols et engage Zeidar à s'enfuir à ses côtés en empruntant un passage souterrain pour rallier les renforts envoyés par un autre chef maure, Azor, dont il espère qu'ils l'attendant dans un bois proche.

### Deuxième tableau
Une place de la ville. Les catapultes finissent de démolir les murailles. Les Maures sont en fuite.

Durée : environ 12 min
- Scène 7 : Les troupes espagnoles font leur entrée dans la ville que les Maures ont désertée. Alfonso est à leur tête et se réjouit de la victoire tout en s'inquiétant du sort d'Elvida.
- Scène 8 : Ramiro, l'un des officiers d'Alfonso, vient annoncer qu'Amur et Zeidar sont en fuite.
- Scène 9 : Zulma, esclave d'Amur, offre de montrer à Alfonso le passage souterrain par où son maître s'est enfui et qui conduit à la prison d'Elvida.

### Troisième tableau
La prison souterraine où Elvida est détenue.

Durée : environ 27 min
- Scène 10 : Dans sa prison, Elvida s'abandonne au désespoir.
- Scène 11 : Amur fait irruption dans la prison, en compagnie de Zeidar. Il veut prendre Elvida en otage pour assurer la sécurité de sa fuite.
- Scène 12 : Alfonso entre à son tour accompagné de ses soldats. Amur sort son poignard pour tuer Elvida mais Zeidar arrête son bras. Amur est fait prisonnier par les Espagnols. Il maudit son fils et l'accuse de trahison.
- Scène 13 : Ramiro vient annoncer que les troupes espagnoles se sont heurtées aux troupes maures d'Azor et que ces dernières ont été mises en fuite. Alfonso fait emmener Amur.
- Scène 14 : Alfonso accorde la liberté à Zeidar et lui promet d'épargner son père.
- Scène finale : Alfonso et Elvida se réjouissent. Leur mariage sera célébré dès le lendemain.

## Analyse
Les circonstances de la création d’Elvida étaient peu favorables à la composition d'un ouvrage véritablement consistant sur le plan dramatique. La faute n'en incombe pas tant au livret de Giovanni Schmidt, convenu mais ni meilleur ni pire que beaucoup d'autres à la même époque, qu'à la combinaison entre la qualité superlative de la distribution, réunissant trois des meilleurs chanteurs de leur temps, et la destination de l'œuvre, jouée lors d'une soirée de gala au cours de laquelle l'assistance portait peu d'intérêt à ce qui se déroulait sur scène, impliquant pour le compositeur la nécessité de fournir des numéros musicaux spectaculaires propres à capter le peu d'attention que le public était disposé à consacrer à l'opéra.
Il est donc compréhensible que les rôles attribués à Henriette Méric-Lalande et Giovanni Battista Rubini, qui excellaient l'une et l'autre dans les vocalises, soient surchargés d'ornements au détriment de la vraisemblance dramatique : c'est le cas de la cavatine d'Alfonso Atra nube al sole intorno ainsi que de celle, très brève, d'Elvida A che mi vuoi ?, ainsi bien sûr que du spectaculaire duetto final qui les réunit Il cielo in pria sdegnato. Donizetti en était conscient et n'hésita pas à en rire lui-même dans Le convenienze teatrali, petite farsa en un acte donnée l'année suivante à Naples, dans laquelle le personnage de Corilla, qui est censée être une chanteuse d'opéra, interprète la cavatine d'Elvida.
Au-delà des prouesses vocales exigées par ces passages, Elvida comporte d'autres moments dignes d'intérêt. C'est en particulier le cas du quatuor adagio du dernier tableau Deh ! ti placa.

## Discographie
| Année | Distribution (Elvida, Alfonso, Amur, Zeidar)                            | Chef d'orchestre, Orchestre et chœur                                            | Label                                                            |
| ----- | ----------------------------------------------------------------------- | ------------------------------------------------------------------------------- | ---------------------------------------------------------------- |
| 2004  | Annick Massis Bruce Ford Pietro Spagnoli Jennifer Larmore               | Antonello Allemandi Orchestre philharmonique de Londres Chœur Geoffrey Mitchell | CD Audio : Opera Rara Réf. : ORC 29 Enregistrement en studio     |
| 2004  | Cristina Pastorella Luca Favaron Massimiliano Fichera Maria Pia Moriyòn | Franco Piva Orchestra Città di Adria Coro Città di Adria                        | CD Audio : Bongiovanni Réf. : GB 2370-2 Enregistrement en studio |